# Халг
«Халг» (азерб. Xalq — «Народ») — общественно-политическая газета начала XX века, периода Азербайджанской ССР и современного периода на азербайджанском языке, издающаяся в Азербайджане. Освещает события, происходящие в Азербайджане и за его пределами.

## История
С 29 августа 1919 года выходила под названием «Коммунист». До установления 28 апреля 1920 года советской власти в Баку  печаталась подпольно. 
В период Азербайджанской ССР была официальным правительственным печатным органом, печатным органом Коммунистической партии Азербайджанской ССР. 
Декреты, постановления Совета Народных Комиссаров Азербайджанской ССР, отдельных комиссаров вступали в силу после опубликования в данной газете. 
В газете печатали свои статьи Джафар Джаббарлы, Мамед Саид Ордубади, Нариман Нариманов, Узеир Гаджибеков, Самед Вургун, Мир Джалал Пашаев, Сулейман Рустам, Расул Рза, Мирза Ибрагимов, Насир Имангулиев, Сабит Рахман, Энвер Мамедханлы, Мустафа Топчибашев, Мир-Али Кашкай. 

## Современный период
С выпуска от 27 августа 1991 года стала носить название «Халг газети» («Народная газета»).
11 июля 2025 года осуществлено слияние редакций газет «Республика» и «Халг газети». Газета переименована в «Халг». Кроме того, газета преобразована в общество с ограниченной ответственностью.

## Награды
- Орден Трудового Красного Знамени Азербайджанской ССР (1923)
- Орден «Знак Почёта» (1969)[6].